# ناصر بن عبد الرزاق النفيسي
ناصر بن عبد الرزاق النفيسي (26 يونيو 1961) الرئيس السابق للشؤون الخاصة لخادم الحرمين الشريفين سلمان بن عبد العزيز آل سعود بمرتبة وزير، شغل المنصب حتى 12 سبتمبر 2021.
عمل قبلها نائباً للرئيس السابق حيث أشرف على دراسة كافة إدارات الشؤون الخاصة لخادم الحرمين الشريفين لرفع كفاءة الأداء وتطويرها ولإعادة هيكلتها بما يتواكب مع رؤية السعودية 2030.

## النشأة والتعليم
ولد ناصر في الرياض في 1 رجب 1377، حصل على درجة بكالوريوس العلوم عام 1985م.

## الحياة العملية
- مساعداً لوزير الطاقة والصناعة والثروة المعدنية.[5]
- نائب الرئيس لشؤون أرامكو السعودية.
- مدير عام التدريب والتطوير في أرامكو السعودية.
- مدير عام الشؤون العامة في أرامكو السعودية.
- نائب الرئيس للمرافق في جامعة الملك عبد الله للعلوم والتقنية.
- رأس الفريق الذي شارك في ابتكار واقتراح فكرة مركز الملك عبد العزيز الثقافي العالمي.
- مدير إدارة الخدمات الإدارية في جدة بأرامكو.
- مدير للخدمات الإدارية في ينبع بأرامكو.
- ناظر إداري للتخطيط والتدريب في مصفاة رأس تنورة بأرامكو.
- ناظر إداري للتدريب في منطقة الأعمال الشمالية بأرامكو.
- مشرف على التخطيط والبرامج بأرامكو.
- محلل تخطيط في معمل الغاز في البري بأرامكو.
- منسق البرنامج والمشرف على العقود في سلاح الصيانة من قبل سلاح المهندسين الأمريكي «صيانكو».
- محلل أخصائي نظم في المؤسسة العامة للبترول والمعادن «بترومين».

## جهود وأعمال واهتمامات
وتركزت جهوده حين كان مساعداً لوزير الطاقة والصناعة والثروة المعدنية  في المساهمة في تطوير استراتيجيات وأعمال منظومة الطاقة والصناعة في الوقت الذي قفزت فيه طموحات كل القطاعات إلى آفاق رؤية 2030. وقد تم تكليفه لقيادة بعض الملفات بناءً على خبرته في تأسيس المشاريع الوطنية العملاقة أثناء عمله في أرامكو السعودية، بما فيها عمله كقائد للفريق التأسيسي الذي أشرف على أعمال إنشاء مرافق جامعة الملك عبد الله للعلوم والتقنية، كما ترأس الفريق المكلف لإنشاء مركز الملك عبد العزيز الثقافي العالمي (إثراء) من بداية الفكرة وحتى الإشراف على كافة عمليات البناء والتشغيل. وبالإضافة للمشاريع الإنشائية الكبيرة، قاد جهود الاستثمار في رأس المال البشري من خلال إشرافه على برنامج لتطوير الكفاءات والذي جاء بالتزامن مع تطوير برنامج أرامكو للتحول. ومع مشاركته في رئاسة وعضوية عدد من مجالس الإدارات والجمعيات العمومية التي شملت رئاسة مجلس الجمعية الدولية للعلاقات العامة، ورئاسة مجلس إدارة المنظمة الدولية للتدريب والتطوير (IFTDO) -إحدى منظمات الأمم المتحدة- ومجلس إدارة الهيئة العامة للسياحة والتراث الوطني، ومجلس إدارة شركة أرامكو آسيا في بكين، ومجلس إدارة شركة أرامكو للخدمات في هيوستن، إلا أن ذلك لم يثنِه عن اهتمامه الشخصي بالمشاريع النوعية التي تولاها بعد أن أشرف على تطوير برامج إستراتيجية المواطنة في أرامكو السعودية لتعزيز ثقافة العطاء، لتمكين بعض الفئات المستهدفة مثل ذوي الاحتياجات الخاصة والاستثمار في مواطن التنافسية التي تميز المملكة. حيث قاد عدة برامج لتمكين الأسر العاملة في «إنتاج البن» في داير بني مالك في منطقة جازان، «وتطوير إنتاج العسل» في الباحة، «وشتلات الزيتون» في الجوف، «وصنع في مكة» لإنتاج الهدايا حيث تم توظيف فتيات وسيدات يعانون من تحديات اجتماعية، بالإضافة إلى الاستثمار في توظيف فتيات وسيدات يعانون من تحديات سمعية لتأسيس مصنع قيطان لصنع وإنتاج ملابس أزياء المستشفيات ورجال الأمن. كما أسس إستراتيجية المواطنة لمبادرة أرامكو لإثراء الشباب التي استفاد من برامجها الإثرائية أكثر من مائتي ألف شاب وفتاة في أكثر من 20 مدينة في المملكة.[بحاجة لمصدر]

## الأوسمة والتكريمات
- منحه الملك سلمان بن عبد العزيز آل سعود وشاح الملك عبد العزيز من الطبقة الثانية في 6 أبريل 2021.[8]